# Metazygia jamari
Metazygia jamari là một loài nhện trong họ Araneidae.
Loài này thuộc chi Metazygia. Metazygia jamari được Herbert Walter Levi miêu tả năm 1995.